# Freestyle Script

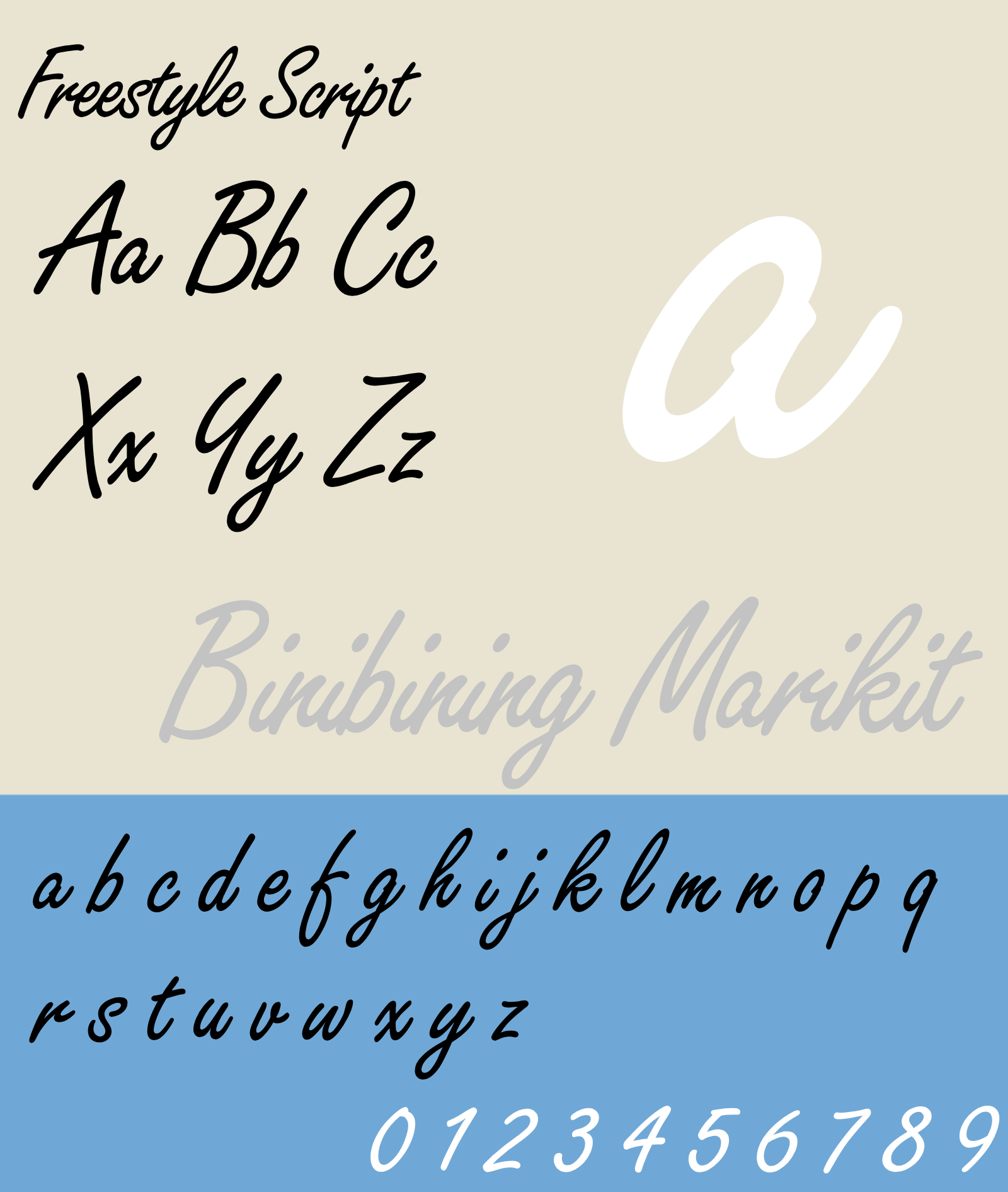
Freestyle Script Plain

Freestyle Script – kursywny krój pisma, zaprojektowany przez Marina Waita w 1981. Wersja tłustoczcionkowa została zaprojektowana w 1986. Na podstawie Freestyle Script oparte są Adobe, ITC i Letraset. Istnieją 4 wersje Freestyle Script: Regular, Bold, SH Reg Alt, and SB Reg Alt.